# Hexasterophora
Хексастерофори (лат. Hexasterophora) — підклас морських тварин класу шестипроменеві губки (Hexactinellida).

## Класифікація
Підклас має 4 ряди та 14 родин:
- - Ряд Aulocalycoida Tabachnick & Reiswig, 2000 — Авлокаліцоїди
    - Родина Aulocalycidae Ijima, 1927
    - Родина Uncinateridae Reiswig, 2002

  - Ряд Hexactinosida Schrammen, 1912 — Звичайні шестипроменеві губки
    - Родина Aphrocallistidae Gray, 1867
    - Родина Craticulariidae Rauff, 1893
    - Родина Cribrospongiidae Roemer, 1864
    - Родина Dactylocalycidae Gray, 1867
    - Родина Euretidae Zittel, 1877
    - Родина Farreidae Gray, 1872
    - Родина Tretodictyidae Schulze, 1886

  - Ряд Lychniscosida Schrammen, 1903 — Ліхнискосиди
    - Родина Aulocystidae Sollas, 1887
    - Родина Diapleuridae Ijima, 1927

  - Ряд Lyssacinosida Zittel, 1877 — Ліссациносиди
    - Родина Euplectellidae Gray, 1867
    - Родина Leucopsacidae Ijima, 1903
    - Родина Rossellidae Schulze, 1885